# Brenden Sander
Brenden Lee Sander (ur. 22 grudnia 1995 w Huntington Beach) – amerykański siatkarz, grający na pozycji przyjmującego, reprezentant Stanów Zjednoczonych. 
Jego starszy brat Taylor, również jest siatkarzem i od kilku lat reprezentantem kraju. Siatkarka Paige Tapp jest jego żoną. 

## Sukcesy klubowe
Liga uniwersytecka NCAA Division I:
- 2016, 2017

Klubowe Mistrzostwa Świata:
- 2018

Puchar Ligi Greckiej:
- 2023[4]

Liga grecka:
- 2023[5]

## Sukcesy reprezentacyjne
Mistrzostwa Ameryki Północnej, Środkowej i Karaibów Juniorów:
- 2014

Puchar Panamerykański Juniorów:
- 2015

Mistrzostwa Ameryki Północnej, Środkowej i Karaibów:
- 2019